# Diaryatou Bah
Diaryatou Bah, née le 25 octobre 1985 en Guinée, est une militante féministe et laïque originaire de Guinée.
Fondatrice de l'association Espoirs et Combats des femmes contre l'excision et les violences faites aux femmes, elle travaille également avec les associations Excision, parlons-en ! et Ni putes ni soumises.
En 2018, elle reçoit le prix du courage « Elles de France » pour son combat contre l'excision. 

## Biographie
Né en Guinée le 25 octobre 1985, Diaryatou Bah est issue d’une famille nombreuse de 32 enfants, fille d'un père polygame ayant 4 femmes. Elle passe son enfance dans le petit village de Sakilé, élevée par sa grand-mère jusqu’à ses 10 ans dans une communauté de femmes,.
Elle a 8 ans lorsqu'elle est excisée en 1993. À la mort de sa grand-mère, Diaryatou Bah rejoint son père et ses trois autres épouses à Conakry. Mariée de force à 13 ans à un homme de 45 ans résidant à Amsterdam, elle quitte la Guinée pour suivre son mari en Europe,. Ce dernier se fait passer pour un fonctionnaire de l'Union européenne auprès de son père, afin d'obtenir son autorisation d'épouser sa fille. Il y réside en réalité de manière clandestine et illégale, et a déjà trois autres épouses.
Exploitée et victime de violences conjugales régulières, Diaryatou Bah fait trois fausses couches (enceinte pour la première fois à l'âge de 14 ans), tandis que le couple déménage en région parisienne en 2003,. Son visa touristique expiré, elle se retrouve à la merci de son mari. En 2004, tandis que celui-ci se rend en Afrique pour rendre visite à une autre épouse, elle entend à la télévision le témoignage d'une femme qui s'en est sortie après avoir elle aussi subi un mariage forcé, et s'en inspire pour demander de l'aide à la mairie des Lilas où elle réside.
Au retour de son mari, elle décide de le quitter. Pendant quelques mois, elle est prise en charge par l'Aide sociale à l'enfance et dort dans des hébergements du SAMU social. Elle s'installe dans un foyer de jeunes travailleurs à Ménilmontant et apprend le français, à lire et à écrire,. 
Elle obtient un titre de séjour en 2005, puis la nationalité française en 2014,.

## Activisme
À l’âge de 20 ans, elle prend pleinement conscience de son excision, et publie en 2006 son autobiographie On m'a volé mon enfance. Considérant que c'est un témoignage de femme qui l'a sauvée, elle déclare vouloir transmettre à son tour, et impliquer les hommes dans son combat.
La même année, elle fonde son association, Espoirs et combats des femmes, pour lutter contre l'excision et les violences faites aux femmes. Elle reçoit, sur la page Facebook de cette association, beaucoup de messages de jeunes filles d'origine africaine qui s'identifient à son parcours, et lui demandent conseil. Parallèlement, elle devient éducatrice dans un centre d’insertion sociale de l’association Aurore, et intervient dans les prisons, notamment Fleury Mérogis, pour sensibiliser les détenus sur les violences faites aux femmes.
En 2008, elle mène une campagne de sensibilisation en Guinée, où selon l’Unicef, 97 % des filles sont excisées, et devient en 2011 responsable d’un comité Ni putes ni soumises pour l’émancipation des femmes en France, notamment dans les quartiers[Où ?]. Elle est également militante pour la laïcité.
Les années suivantes, Diaryatou Bah participe à la campagne de l’association « Excision, parlons-en ! », et devient ambassadrice de la campagne « Alerte excision », destinée à alerter sur les risques que peuvent encourir les adolescentes qui passent les vacances dans le pays d'origine de leurs parents. L'éducation est au centre de son activisme, considérant qu'apprendre à lire a été une étape essentielle dans son autonomie. 

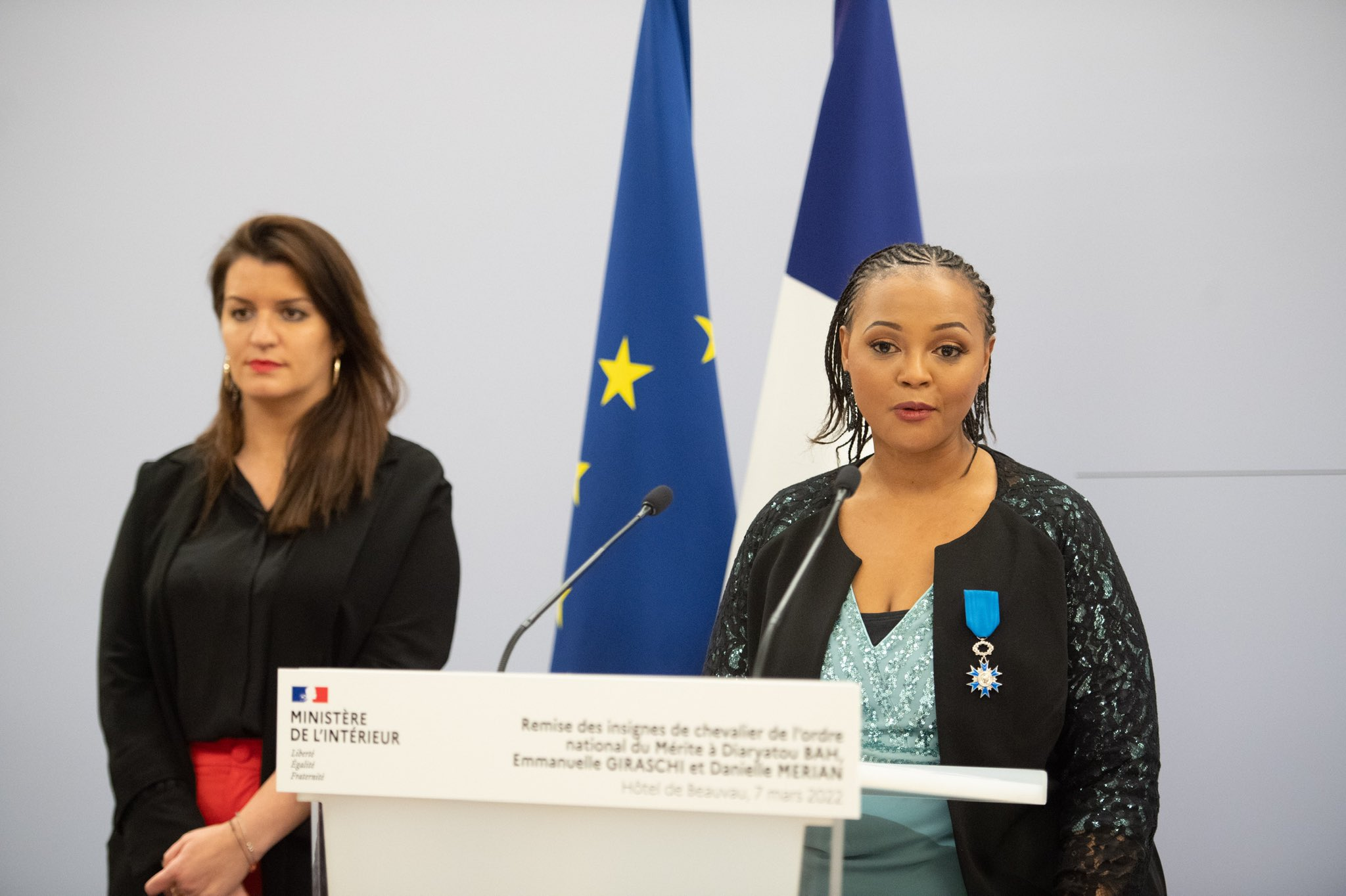
En mars 2022, Diaryatou Bah reçoit le titre de Chevalier de l'Ordre national du Mérite, remis par la Ministre déléguée auprès du ministre de l'Intérieur, chargée de la Citoyenneté Marlène Schiappa.

En octobre 2018, en raison de son combat contre l'excision, elle reçoit le prix du courage « Elles de France » des mains de la présidente de la région Île-de-France Valérie Pécresse, et déclare en recevant cette distinction :

« Merci à tous les bénévoles, militants, travailleurs sociaux. Oui, je suis une militante féministe. J’ai vécu un chemin de peur et de honte. Être là aujourd’hui me donne de la force pour continuer le combat. L’illettrisme tue les femmes. C’est en apprenant à lire et à écrire que j’ai pu devenir une femme émancipée. »

En début d'année 2021, elle reçoit le soutien de Marlène Schiappa, secrétaire d'État chargée de l'Égalité entre les femmes et les hommes, et personnalité clé de la diplomatie féministe de la France, visant à promouvoir dans le monde les idéaux sur l'égalité entre les sexes[réf. nécessaire].
En mars 2022, Marlène Schiappa lui remet la distinction de chevalier de l'Ordre national du Mérite.
Elle est élue conseillère municipale à Romainville en novembre 2022.
En 2024, elle alerte sur la « médicalisation » de l'excision, c'est-à-dire son exécution croissante par des professionnels de santé dans les hôpitaux africains, qui menacent le recul de cette pratique en la rendant plus « sûre ».